# Белов, Олег Иванович
Олег Иванович Белов (род. 20 апреля 1973) — советский и российский хоккеист, центральный нападающий. Мастер спорта России международного класса.

## Биография
Воспитанник СДЮШОР ЦСКА. Играл за команду в 1991—1995 годах. MVP регулярного чемпионата 1994/1995. На драфте НХЛ 1995 выбран клубом «Питтсбург Пингвинз» в 4-м раунде под общим 102 номером.
Выступал в клубах ИХЛ «Кливленд Ламберджекс» (1995/1996) и «Лонг-Бич Айс Догз» (1996/97), во втором дивизионе Швейцарии за «Кур» (1996/97), в чемпионате Швеции за «ХВ71» (1997/98 — 2001/02). Также играл за «Больцано» (Италия, 1998/99), «Рапперсвиль-Йона Лейкерс» (Швейцария, 2001/02).
Вернувшись в Россию, сезон 2002/03 провёл в составе «Металлурга» Магнитогорск. Пять сезонов (2003/04 — 2007/08) — отыграл в «Сибири», был капитаном команды. В последнем сезоне получил травму, снизил результативность, был лишён звания капитана и отправлен в фарм-клуб.
Завершал карьеру в клубах КХЛ «Амур» (2008/09) и «Металлург» Новокузнецк (2009/10).
Выступал в тройке нападения начала 1990-х Альберт Лещёв — Станислав Романов — Олег Белов.
Серебряный призёр юниорского чемпионата Европы. Участник чемпионатов мира 1995, 1997, 1998.